# Línia Reus-Casp
La línia Reus-Casp o línia Reus - Móra la Nova - Casp és una línia de ferrocarril catalana propietat de l'Administrador d'Infraestructures Ferroviàries (Adif) que connecta Reus amb Casp (Aragó) travessant la Ribera d'Ebre. La línia comença a Reus a la bifuració de la línia Tarragona-Reus-Lleida i acabava a Casp on connecta amb la línia que continua cap a Saragossa.
La línia és d'ample ibèric i via única i els serveis que transcorren per la línia són de regionals i mercaderies.

## Característiques generals
La línia comunica Reus amb Casp, a l'Aragó.

### Serveis ferroviaris
| Servei                                                                                     | Terminal servei  | Inici de la línia | Fi de la línia | Terminal servei                                              |
| ------------------------------------------------------------------------------------------ | ---------------- | ----------------- | -------------- | ------------------------------------------------------------ |
|                                                                                            | Riba-roja d'Ebre | -                 | Reus           | Barcelona - Sant Andreu Comtal Barcelona - Estació de França |
|                                                                                            | Saragossa        | Casp              | Reus           | Barcelona - Sant Andreu Comtal Barcelona - Estació de França |
| Es marca l'inici i principi de la línia i la terminal del servei, fora o dins de la línia. |                  |                   |                |                                                              |

## Història
Nasqué per esdevenir el ferrocarril directe de Madrid i Saragossa a Barcelona, substituint o complementant a la línia de Saragossa per Lleida. Antigament la majoria de trens a Madrid passaven per aquesta línia però actualment la majoria ho fan per Reus-Lleida o per la línia d'alta velocitat.